# Vendœuvres
Vendœuvres é uma comuna francesa na região administrativa do Centro, no departamento Indre. Estende-se por uma área de 94,73 km². Em 2010 a comuna tinha 1 073 habitantes (densidade: 11,3 hab./km²).